# Stipa kazachstanica
Stipa kazachstanica är en gräsart som beskrevs av Kotukhov. Stipa kazachstanica ingår i släktet fjädergrässläktet, och familjen gräs. Inga underarter finns listade i Catalogue of Life.